# Rava (Ambla)
Rava – wieś w Estonii, w prowincji Järva, w gminie Ambla.